# Crots
Crots è un comune francese di 962 abitanti situato nel dipartimento delle Alte Alpi della regione della Provenza-Alpi-Costa Azzurra.
Si trova all'interno del parco nazionale des Écrins.

## Monumenti e luoghi d'interesse
- Abbazia di Notre-Dame de Boscodon
- Chateau de Picomtal

## Società

### Evoluzione demografica
Abitanti censiti